# Синдром Маркезани

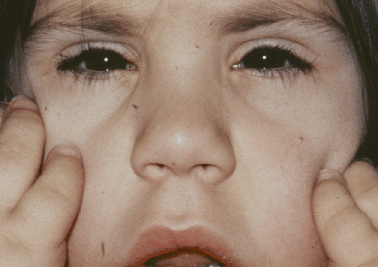
Шестилетняя девочка с синдромом Маркезани

Синдром Маркеза́ни — синдром микросферофакии-брахиморфии, врождённая гиперпластическая мезодермальная дисморфодистрофия. Данная патология характеризуется тремя основными признаками: низкий рост, подвывих хрусталика и брахидактилия. Также наблюдаются нарушение аккомодации, глаукома, брахицефалия и недоразвитие конечностей, ограничение подвижности в суставах, укорочение туловища и шеи.
Впервые описан Ж. Вейллем в 1932 году, в 1939 немецкий офтальмолог О. Маркезани выделил его как самостоятельный синдром.
Офтальмологические проявления: резкая миопия, глаукома, уменьшение размеров и аномалии формы хрусталика (микросферофакия) и его подвывих, нередко нарушение конвергенции глаз.
Синдром обусловлен системным наследственным поражением соединительной ткани, вызывающим её гиперплазию либо наоборот, гипоплазию. Может быть вызван аутосомной мутацией доминантного либо рецессивного гена, причём клинические проявления неотличимы в обоих случаях.